# ثباب (القبيطة)

تعديل مصدري - تعديل

ثباب هي إحدى قرى عزلة اليوسفين بمديرية القبيطة التابعة لمحافظة لحج، بلغ تعداد سكانها 419 نسمة حسب تعداد اليمن لعام 2004.